# Dette publique du Japon
La dette publique du Japon, ou rigoureusement la dette brute de l’ensemble des administrations publiques japonaises, regroupe l'ensemble des engagements financiers, sous forme d'emprunts, pris par l’État japonais, ses collectivités territoriales et ses organismes publics.
Ce montant à rembourser par les administrations publiques est brut : il ne tient pas compte des actifs financiers, et ne constitue qu'une des composantes du patrimoine net. Il ne tient pas compte non plus des engagements hors bilan.

## Histoire de la dette publique japonaise

### De la Seconde guerre mondiale au miracle économique
Le Japon sort de la Seconde Guerre mondiale exsangue. Son endettement, très élevé, n'a pu trouver comme seuls débouchés pendant la guerre le peuple japonais. Avec environ 25,4 % des usines et des infrastructures industrielles du pays détruites, le Japon doit faire face à une augmentation de sa dette après sa défaite. En 1944, le Japon a une dette de 266 %.
Les États-Unis, qui occupent le pays à la fin de la guerre, mettent en place deux plans de relance : l'un, le Plan Dodge, vise à freiner l'inflation et assainir les finances publiques, au prix d'une forte récession ; la Mission Shoup met en place un meilleur système de collecte d'impôts qui permet au Japon d'augmenter ses recettes fiscales. L'hyperinflation de l'immédiat après-guerre couplée aux réformes induites par ces deux plans à partir de 1947 permettent de faire fondre la dette publique : elle passe à 73 % en 1946, 37 % en 1947, et 26 % en 1948. Lorsque les États-Unis quittent le territoire en 1952, la dette publique n'est plus que de 14 %.
Malgré une chute de dix points de PIB à la suite de l'application du Plan Dodge (de 12 % à 2 % en 1947), le Japon retrouve sa croissance qui permet mécaniquement d'augmenter les recettes fiscales, et ainsi de faire fondre la dette. Entre 1953 et 1965, le PIB augmente de plus de 9 % par an, ce qui permet de garder un niveau de dette publique faible. Elle est d'autant plus faible que le Japon a un taux d'épargne très élevé qui permet au pays de ne pas avoir à se financer à l'extérieur, en vertu du principe des déficits jumeaux. 

### Du ralentissement économique à de nos jours

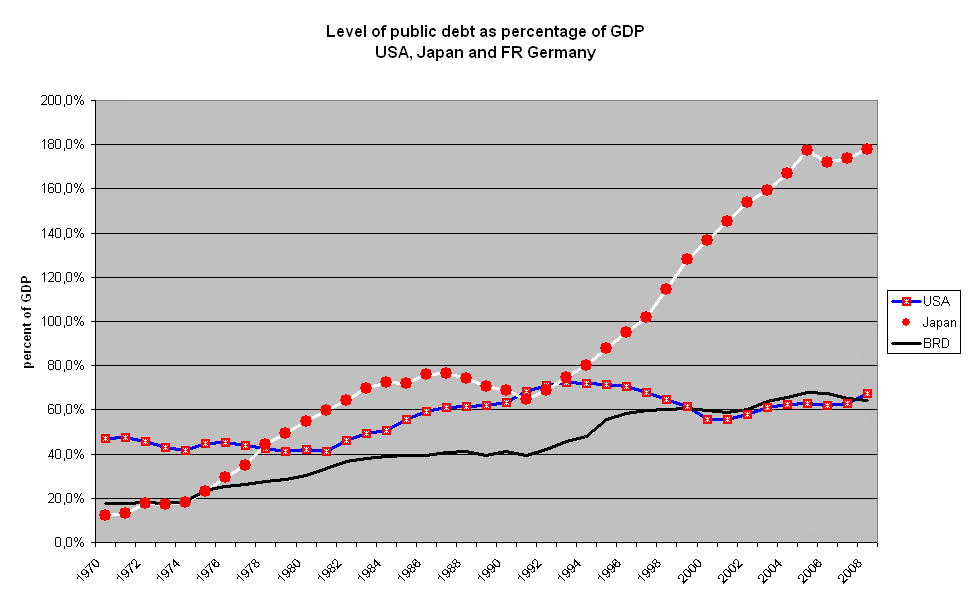
Dette publique, en % du PIB, des États-Unis, du Japon et de l'Allemagne de 1970 à 2008.

Graphique indiquant la dette du Japon en billions de yens :
Légende * - Bons domestique,
- - Bons étranger, * - Financing bills,
- - Emprunts, * - Emprunts temporaires,
- - à 12 mois.,

La dette publique brute du Japon progresse fortement depuis les années 1980.
Le pays connaît une croissance plus lente dans le milieu des années 1980 du fait de la conjonction de plusieurs facteurs, mais son boom économique de la fin des années 1980 soutenu par la demande fait revivre de nombreux secteurs en difficulté. La demande intérieure est cependant soutenue par la hausse des dépenses publiques de l’État, qui nécessite une augmentation rapide du financement par émission d'obligations. La dette japonaise passe ainsi de moins de 20 % en 1976 à 40 % en 1980, et continue d'augmenter jusqu'à un premier pic en 1987, à environ 58 %.
L'augmentation brutale des finances publiques ne permet pas aux banques commerciales, qui se portaient acquéreuses des bons du Trésor japonais, d'acheter toutes les obligations publiques. L’État permet donc la création d'un marché secondaire de revente d'obligations publiques. Cela enclenche un processus de financiarisation de l'économie japonaise.
En 1994, la dette publique correspondait à 58,6 % du produit national brut; en 2000, à 135,4 % ; en 2004 à 165,5 % ; en 2005 à 175,3 %; en mars 2007, 170 % du PNB; en 2008, l'OCDE l'estime à 172 %, fin 2009, elle atteint 201 % du PNB (9 684 milliards de dollars américains), et à la fin de 2011 elle fait un bond à 229 % du PNB. En décembre 2012, le FMI l'estime a 236 %. La dette publique atteint 1,008 million de milliards de yens fin juin 2013 soit, selon le FMI, 245 % de son produit intérieur brut. En 2017, elle est de 236% selon le FMI. Le recul à 229,6 % du PIB qu'elle devait amorcer en 2023 est mis en péril par la Pandémie de Covid-19 au Japon. Début 2021, après l'équivalent de près de 900 milliards d'euros de nouvelle dette émise en 2020, soit autant que les quatre années précédentes cumulées, elle atteint 266 % du PIB .

Le remboursement prévu de celle-ci en 2010 représente 20,65 billions de yens soit plus de 50 % des recettes fiscales mais plus 95 % des bons du Trésor japonais sont détenus à l'intérieur du pays et les taux d’intérêt de la Banque du Japon sont, en février 2010, de seulement 0,10 %.

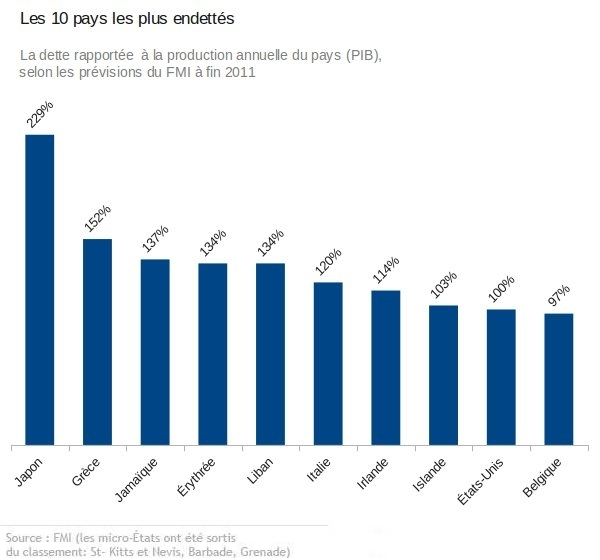
Estimation selon le FMI des dettes souveraines rapportées au PIB à fin 2011.

En 2023, la dette publique du Japon bat un nouveau record pour atteindre les 1 270 000 milliards de yens (8 140 milliards d’euros). La dette par habitant s’élève désormais à plus de 10,4 millions de yens (66 000 euros), dépassant pour la deuxième année consécutive les dix millions de yens.

## Composition et notation

### Répartition des acquéreurs
Les emprunts d'État japonais sont appelés JGB, abréviation de Japanese Government Bond. Il s'agit d'un marché devenu essentiellement domestique.
La Banque du Japon détient en 2018 plus de 41 % de tous les titres de dette publique japonaise. La politique de taux bas évince les investisseurs : en 8 mois, le marché a déjà connu sept journées sans aucun échange d'obligation gouvernementale à 10 ans.
Fin 2009, seulement 6 % de l'encours des JGB étaient détenus par des non-résidents; la Poste japonaise et les fonds publics de retraite détiennent 44 %, la Banque du Japon à 7,5 % de l’encours de dette de même, les banques 8 % et les assurances-vie 7 %.
En septembre 2010, la répartition était la suivante :
- 7,9 % pour la Banque du Japon
- 44,4 % pour les banques
- 20,1 % pour les assurances
- 10,7 % pour fonds de pension publics
- 3,8 % pour les fonds de pension privés
- 5 % pour les étrangers
- 4,7 % pour les ménages
- 3,4 % autres

Le niveau très faible des taux depuis la fin des années 1990 (le taux 10 ans japonais est de 1,06 % soit le niveau le plus bas des pays développés en novembre 2011 alors qu'il a atteint jusqu’à 8,89 % en mai 1980) et le faible développement des repos sur JGB constituent autant de freins à l'internationalisation de ce marché.

### Évolution des notations
À cause de la hausse de la dette, en mai 2010, la notation financière de défaut long terme en monnaie locale (IDR) de AA- se situe un cran en dessous de la note long terme en devises AA, ce qui est unique parmi les pays notés high-grade. Le 27 janvier 2011, Standard & Poor's dégrade la notation souveraine également à AA- et le 21 février 2011, Moody's abaisse la perspective de la note de la dette du Japon (Aa2) de « stable » à « négative ».
Le passif financier net des administrations publiques a atteint 97 % du PIB à la fin 2009, un niveau élevé, mais qui n'est pas très supérieur aux autres pays disposant de la même notation. Toutefois, la valeur et la liquidité des actifs financiers du gouvernement sont incertaines et selon l'agence de notation Fitch Ratings, la dette nette des administrations publiques est estimée à cette date à près de 184 % du PIB, le niveau le plus élevé parmi les pays suivis par l'agence.

## Débats théoriques

### Capacité de remboursement
La dette publique japonaise fait l'objet de débats et de recherches en science économique. Les économistes soulignent le caractère inquiétant du niveau élevé de la dette, tout en remarquant que le pays se caractérise par un taux d'épargne élevé, qui lui permet de ne pas se financer à l'extérieur, et repose sur un financement national.

### Modélisations prédictives
Les modélisations prédictives de l'évolution de la dette japonaise, compte tenu de l'évolution démographique probable, montre qu'en l'absence de réformes structurelles, la dette publique japonaise serait d'environ 230 % en 2040 et 630 % en 2070. Les causes de l'augmentation seraient principalement les dépenses liées aux retraites, l'assurance santé, les programmes pour le vieil âge, et le service de la dette. 